# The Sound of Perseverance
The Sound of Perseverance är det amerikanska death metal-bandet Deaths sjunde studioalbum, utgivet den 31 augusti 1998 av skivbolaget Nuclear Blast.

## Låtförteckning
1. "Scavenger of Human Sorrow" (6:54)
2. "Bite the Pain" (4:29)
3. "Spirit Crusher" (6:44)
4. "Story to Tell" (6:34)
5. "Flesh and the Power It Holds" (8:25)
6. "Voice of the Soul" (instrumental) (3:42)
7. "To Forgive Is to Suffer" (5:55)
8. "Moment of Clarity" (7:22)
9. "Painkiller" (Judas Priest-cover) (6:03)

Text och musik: Chuck Schuldiner (spår 1–8), Glenn Tipton/K.K. Downing (spår 9)

## Medverkande
Musiker (Death-medlemmar)
- Chuck Schuldiner – gitarr, sång
- Scott Clendenin – basgitarr
- Shannon Hamm – gitarr
- Richard Christy – trummor

Övriga medverkande
- Jim Morris – producent, ljudtekniker, ljudmix, mastering
- Chuck Schuldiner – producent
- Maria Abril – omslagsdesign
- Gabe Mera – omslagsdesign
- Travis Smith – omslagskonst
- Alex McKnight – foto